# Rafael Márquez Esqueda
Rafael Márquez Esqueda (San Pedro Tlaquepaque Jalisco), 12 de octubre de 1947 - Guadalajara Jalisco (México), 11 de octubre de 2002) fue un futbolista mexicano, padre del internacional Rafael Márquez Álvarez. Se casó con Rosa María Álvarez, hermana de Leonardo Álvarez Piñones, exjugador de Tigres de la UANL. 
Vistió la camiseta del Club Deportivo Oro, de los Tigres de la UANL (1972-1973), del Club Deportivo Zamora al lado de Guillermo Muñoz Ramírez, El Turbo y Club Deportivo Irapuato (1973-1975).
Falleció víctima de un padecimiento hepático el 11 de octubre de 2002 a los 54 años de edad en Guadalajara, Jalisco.